# Animaris rhinoceros transport
De Animaris rhinosceros transport is een kunstwerk in Amsterdam Nieuw-West.
Het kunstwerk is ontworpen door kunstenaar en uitvinder Theo Jansen. Hij is vooral bekend vanwege zijn bewegende objecten in de vorm van strandbeesten, voornamelijk van skeletten van plastic, die eenmaal in beweging gekregen zichzelf in beweging houden. Dat is ook het geval bij dit metalen/polyester gevaarte, al lijkt dat bij de eerste blik op het monster met de afmetingen van 6 bij 5 bij 4,7 meter en een gewicht van rond 3000 kilogram niet mogelijk. Het zeemonster wordt aangeduid als Animaris rhinoceros transport, dat verwijst naar dier (ani), zee (maris), neushoorns (rhinoseros) en vervoer (transport). Het heeft echter meer weg van de krab. Het dier werd op zijn beweeglijkheid niet op het strand getest (de kunstenaar was bang dat het in het zand zou blijven steken) maar op de landingsstrip van Vliegkamp Valkenburg.

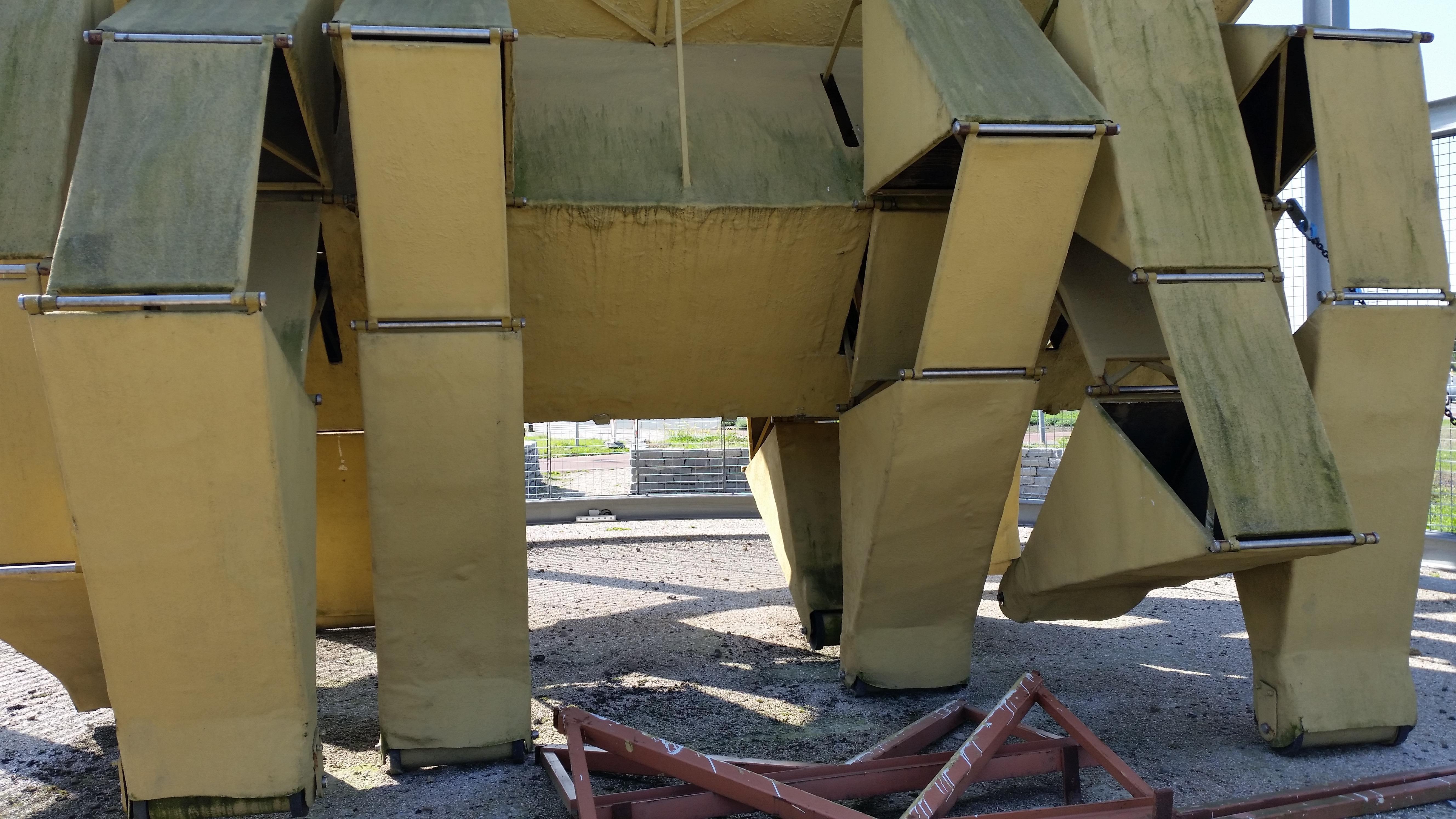
Detailfoto (september 2018)

Bewegingsmechaniek

Het werd op 18 september 2004 naar plaats getrokken door een aantal genodigden (de uitgenodigde jongeren lieten het afweten); het werd vervolgens op een fundering middenin de Albardagracht gezet nabij het Kruisherenpad. In 2014/2015 werd het beest verhuisd in het Businesspark Osdorp, Ookmeerweg, hoek Etnaweg. Het monster moest daarbij wel gekooid worden. Het zou ongekooid zo maar via de Lijnderbrug aan de stad kunnen ontsnappen. 
Animaris rhinoceros transport is “de nakomeling” van de veel kleinere Animaris spissa carta, van karton van 0,3 bij 04, bij 0,4 meter, ze heeft in Animaris rhinoceros tabloi en Animaris rhinoceros lignatus (van hout) verre neven. De kunstenaar bracht niet veel later een zelfbouwpakket in de handel gebaseerd op zijn kartonnen proefexemplaar. In zijn boek De grote fantast/The great pretender duidt de kunstenaar het aan als vervoermiddel voor de toendra.